# Татарски језик
Татарски језик (татар теле, tatar tele или татарча, tatarça) је туркијски језик из алтајске групе језика. Језик је званично у употреби у руској републици Татарстан и матерњи језик Татара. 
Татарски језик се пише ћирилицом и латиницом. Раније се писао и арапским писмом.

## Географска распрострањеност
Татарски језик се говори у деловима Русије, централне Азије, Казахстана, Украјине, Финске, Кине, Турске, Пољске и Естоније.

## Примери
- äye - да
- yuq - не
- isänme(sez)/sawmı(sız) - здраво
- sälâm - здраво
- saw bul(ığız)/xuş(ığız) - до виђења
- zínhar öçen - молим
- min - ја
- sin - ти
- ul - он / она / оно
- bez - ми
- sez - ви
- alar - они
- millät - народ

## Писмо
А а	Ә ә	Б б	В в	Г г	Д д	Е е	Ё ё
Ж ж	Җ җ	З з	И и	Й й	К к	Л л	М м
Н н	Ң ң	О о	Ө ө	П п	Р р	С с	Т т
У у	Ү ү	Ф ф	Х х	Һ һ	Ц ц	Ч ч	Ш ш
Щ щ	Ъ ъ	Ы ы	Ь ь	Э э	Ю ю	Я я